# Красимир Гайдарски
Красимир Гайдарски е български волейболист.

## Биография
Роден е в Грозни, РСФСР, СССР на 23 февруари 1983 г. Височина – 204 см, тегло – 96 килограма.
Първи треньор му е Румен Торбов. Играе на поста централен блокировач. В националния отбор е от 2004 до 2009 г. Когато Радостин Стойчев е назначен за нов треньор на националния отбор през 2011 г., Гайдарски се завръща в отбора.
Гайдарски играе за:
- 2007 – 2008 г.: „Олимпиакос“ (Пирея), Гърция
- 2008 – 2009 г.: „Левски Сиконко“
- 2009 – 2010 г.: „СЦЦ“ (Берлин), Германия
- 2010 – 2011 г.: „Нефтяник“ (Оренбург), Русия
- 2011 – 2012 г.: „Калех Амол“, Иран
- 2012 – 2013 г.: „Левски Волей“
- 2016 – 2017 г.: „Нефтохимик“ (Бургас)
- 2017 – 2018 г.: ЦСКА (София)

## Успехи
- Бронзов медал от световното първенство за младежи в Иран през 2003 г.
- Бронзов медал на световното първенство за мъже в Япония през 2006 г.
- Бронзов медал от турнира за Световната купа в Япония през 2007 г.
- Бронзов медал от турнира за Купата на претендентите през 2010 г.
- 5 пъти шампион на България с „Левски Сиконко“